# Cantus firmus
Cantus firmus (latinski: čvrsta, utvrđena melodija) je naziv za temeljni napjev u srednjovjekovnoj i renesansnoj višeglasnoj glazbi. Obično je preuzet iz već postojećeg repertoara, tj. iz liturgijskog pjevanja ili iz koje poznate svjetovne skladbe, pa cantus firmus postaje osnovicom nove skladbe, oko koje se kontrapunktski razvijaju ostali glasovi. U višeglasnim misama cantus firmus opetuje se poput glavne teme u različitim misnim stavcima: npr. mnogobrojne mise na poznati napjev L’Hommé armé.